# Helge Malmberg
Hillgard Ragnar Malmberg, känd som Helge Malmberg, född 11 februari 1881 i Sankt Nikolai församling, Stockholm, död 2 mars 1952 i Jakobs församling, Stockholm, var en svensk musikskriftställare och musikkritiker.
Malmberg var medarbetare i Svenska Dagbladet 1926–1940, i Radiolyssnaren 1927–1938 och Röster i radio från 1939. Han medverkade även som skribent i första upplagan av Sohlmans musiklexikon.
Som musiker var Malmberg i huvudsak autodidakt, men studerade i Wien för Erkki Melartin och i Stockholm för Harald Fryklöf. Han komponerade sånger och text och musik till sagospel.
Han gifte sig 1906 med skådespelaren Elsa Berglund (1885–1967) och 1912 med skådespelaren Anna Rosenbaum (1881–1948), tidigare gift med Arthur Sjögren. I andra äktenskapet hade han dottern Ingert Malmberg (1908–1967), gift med Björn Bjuggren, Claes Leo Lagergren och Axel Gustaf Oskar Brusén (1901–1982).